# 애틀랜틱 디비전 (NBA)
애틀랜틱 디비전(영어: Atlantic Division)은 NBA(영어: National Basketball Association) 동부 콘퍼런스(영어: Eastern Conference)의 3개 디비전 중 하나다. 디비전은 보스턴 셀틱스, 브루클린 네츠, 뉴욕 닉스, 필라델피아 세븐티식서스, 토론토 랩터스 등 5개 팀으로 구성돼 있다. 토론토 랩터스를 제외한 모든 팀은 미국 동부 해안에 위치해 있다. 그러나 토론토 스포츠 팀들은 수년간 미국 북동부의 팀들과 라이벌 관계를 누려왔다. (특히 토론토 팀들은 MLB와 NHL에서 보스턴, 뉴욕 팀들과도 디비전을 공유한다).
디비전은 1970~1971 시즌이 시작될 때 버펄로 브레이브스, 클리블랜드 캐벌리어스, 포틀랜드 트레일 블레이저스가 추가되면서 리그가 14개 팀에서 17개 팀으로 확장되면서 만들어졌다. 리그는 서부 콘퍼런스(영어: Western Conference)와 동부 콘퍼런스(영어: Eastern Conference)라는 두 개의 콘퍼런스로 재편되었고, 각 콘퍼런스로 두 개의 디비전이 있었다. 애틀랜틱 디비전은 보스턴 셀틱스, 버펄로 브레이브스, 뉴욕 닉스, 필라델피아 세븐티식서스등 4팀이 창단 멤버로 시작했다. 보스턴 셀틱스, 뉴욕 닉스, 필라델피아 세븐티식서스는 모두 이스턴 디비전(영어: Eastern Division)에서 합류했다.
보스턴 셀틱스는 애틀랜틱 디비전에서 가장 많은 우승(26번 우승)을 차지했다. NBA 챔피언 9명이 애틀랜틱 디비전 출신이다. 보스턴 셀틱스는 18번의 우승을 차지했고, 뉴욕 닉스, 필라델피아 세븐티식서스, 토론토 랩터스는 각각 1번의 우승을 차지했다. 1972~1973 시즌 뉴욕 닉스를 제외한 그들은 모두 디비전 챔피언이었다. 1983~1984 시즌에는 디비전 소속 5개 팀이 모두 플레이오프 진출 자격을 얻었다. 1982~1983 시즌에 디비전에 속한 모든 팀의 승률은 0.500(50%) 이상이었다. 2024~2025 시즌 디비전 챔피언은 보스턴 셀틱스이다.

## 현재 디비전 소속 팀
| 구단명                  | 연고지                    | 경기장                   | 수용인원        | 창설            | 가맹            | 창설 당시 소속  |
| 애틀랜틱 디비전         | 애틀랜틱 디비전           | 애틀랜틱 디비전          | 애틀랜틱 디비전 | 애틀랜틱 디비전 | 애틀랜틱 디비전 | 애틀랜틱 디비전 |
| ----------------------- | ------------------------- | ------------------------ | --------------- | --------------- | --------------- | --------------- |
| 보스턴 셀틱스           | 매사추세츠주 보스턴       | TD 가든                  | 19,156명        | 1946년          | 1946년          | 이스턴 디비전   |
| 브루클린 네츠           | 뉴욕주 브루클린           | 바클레이스 센터          | 17,732명        | 1967년          | 1976년          | ABA             |
| 뉴욕 닉스               | 뉴욕주 뉴욕               | 매디슨 스퀘어 가든       | 19,812명        | 1946년          | 1946년          | 이스턴 디비전   |
| 필라델피아 세븐티식서스 | 펜실베이니아주 필라델피아 | 엑스피니티 모바일 아레나 | 21,000명        | 1946년          | 1949년          | NBL             |
| 토론토 랩터스           | 온타리오주 토론토         | 스코샤 뱅크 아레나       | 19,800명        | 1995년          | 1995년          | 센트럴 디비전   |

## 과거 디비전에 소속 되었던 팀
| 구단명            | 연고지                | 참가년도      | 경기장                     | 수용인원 | 비고                        |
| ----------------- | --------------------- | ------------- | -------------------------- | -------- | --------------------------- |
| 버펄로 브레이브스 | 뉴욕주 버펄로         | 1970년~1978년 | 버펄로 메모리얼 오디토리움 | 14,337명 | 빈칸                        |
| 샬럿 호니츠       | 노스캐롤라이나주 샬럿 | 1988년~1989년 | 샬럿 콜리시엄              | 20,042명 | 현 사우스이스트 디비전 소속 |
| 마이애미 히트     | 플로리다주 마이애미   | 1989년~2004년 | 아메리칸 에어라인스 아레나 | 19,600명 | 현 사우스이스트 디비전 소속 |
| 올랜도 매직       | 플로리다주 올랜도     | 1991년~2004년 | TD 워터하우스센터          | 17,461명 | 현 사우스이스트 디비전 소속 |
| 워싱턴 위저즈     | 워싱턴 D.C.           | 1978년~2004년 | MCI 센터                   | 20,356명 | 현 사우스이스트 디비전 소속 |

## 역대 디비전 라인업
| 연도          | 팀 | 참가팀 수 |
| ------------- | --- | --------- |
| 1970년~1976년 | 보스턴 셀틱스 · 버펄로 브레이브스 · 뉴욕 닉스 · 필라델피아 세븐티식서스                                         | 4팀       |
| 1976년~1977년 | 보스턴 셀틱스 · 버펄로 브레이브스 · 뉴욕 닉스 · 뉴욕 네츠 · 필라델피아 세븐티식서스                             | 5팀       |
| 1977년~1978년 | 보스턴 셀틱스 · 버펄로 브레이브스 · 뉴저지 네츠 · 뉴욕 닉스 · 필라델피아 세븐티식서스                           | 5팀       |
| 1978년~1988년 | 보스턴 셀틱스 · 뉴저지 네츠 · 뉴욕 닉스 · 필라델피아 세븐티식서스 · 워싱턴 불리츠                               | 5팀       |
| 1988년~1989년 | 보스턴 셀틱스 · 샬럿 호니츠 · 뉴저지 네츠 · 뉴욕 닉스 · 필라델피아 세븐티식서스 · 워싱턴 불리츠                 | 6팀       |
| 1989년~1991년 | 보스턴 셀틱스 · 마이애미 히트 · 뉴저지 네츠 · 뉴욕 닉스 · 필라델피아 세븐티식서스 · 워싱턴 불리츠               | 6팀       |
| 1991년~1997년 | 보스턴 셀틱스 · 마이애미 히트 · 뉴저지 네츠 · 뉴욕 닉스 · 올랜도 매직 · 필라델피아 세븐티식서스 · 워싱턴 불리츠 | 7팀       |
| 1997년~2004년 | 보스턴 셀틱스 · 마이애미 히트 · 뉴저지 네츠 · 뉴욕 닉스 · 올랜도 매직 · 필라델피아 세븐티식서스 · 워싱턴 위저즈 | 7팀       |
| 2004년~2012년 | 보스턴 셀틱스 · 뉴저지 네츠 · 뉴욕 닉스 · 필라델피아 세븐티식서스 · 토론토 랩터스                               | 5팀       |
| 2012년~현재   | 보스턴 셀틱스 · 브루클린 네츠 · 뉴욕 닉스 · 필라델피아 세븐티식서스 · 토론토 랩터스                             | 5팀       |

<참고사항>
- 1970년 보스턴 셀틱스, 버펄로 브레이브스, 뉴욕 닉스, 필라델피아 세븐티식서스가 창립 멤버로 구성되었다. 신생팀인 버펄로 브레이브스가 디비전에 합류했다. 보스턴 셀틱스, 뉴욕 닉스, 필라델피아 세븐티식서스가 이스턴 디비전에서 합류했다.
- 1976년 NBA와 ABA이 합병하면 ABA팀인 뉴욕 네츠가 디비전에 합류했다.
- 1977년 뉴욕 네츠가 연고지를 뉴욕주 유니언데일에서 뉴저지주 피스카타웨이로 이전하면서 팀명을 뉴저지 네츠가 되었으면, 홈경기장도 나소 베터런스 메모리얼 콜리시엄에서 러트거스 애슬레틱 센터로 변경되었다.
- 1978년 워싱턴 불리츠은 센트럴 디비전에서 합류했다. 버펄로 브레이브스가 캘리포니아주 샌디에고로 이전하면서 팀명을 샌디에고 클리퍼스가 되었고, 퍼시픽 디비전에 합류하기 위해 떠났다.
- 1988년 신생팀인 샬럿 호니츠가 한 시즌 동안 일시적으로 디비전에 합류했다.
- 1989년 마이애미 히트는 미드웨스트 디비전에서 합류했다. 샬럿 호니츠는 한 시즌 동안 일시적으로 미드웨스트 디비전에 합류하기 위해 떠났고, 그 후에는 센트럴 디비전에 영구적으로 합류했다.
- 1991년 올랜도 매직이 미드웨스트 디비전에서 합류했다.
- 1997년 워싱턴 불리츠가 워싱턴 위저즈로 이름이 바뀌었다.
- 2004년 토론토 랩터스가 센트럴 디비전에서 합류했다. 마이애미 히트, 올랜도 매직, 워싱턴 위저즈가 사우스이스트 디비전에 합류하기 위해 떠났다.
- 2012년 뉴저지 네츠가 연고지를 뉴저지주 뉴어크에서 뉴욕주 브루클린으로 이전하면서 팀명을 브루클린 네츠가 되었으면, 홈경기장도 프루덴셜 센터에서 바클레이스 센터로 변경되었다.

## 역대 디비전 우승 팀
- 2021~2022 시즌을 시작으로 애틀랜틱 디비전 챔피언은 냇 "스위트워터" 클리프턴 트로피를 받았다. 다른 디비전 챔피언십 트로피와 마찬가지로 NBA 역사상 아프리카계 미국인 선구자 중 한 명의 이름을 따서 명명된다. 너새니얼 클리프턴은 1950년 뉴욕 닉스에 입단했을 때 NBA 계약을 맺은 최초의 아프리카계 미국인 선수 중 한 명이었다. 클리프턴 트로피는 200mm(7.9인치) 크리스탈 볼로 구성되어 있다.

| 시즌      | 우승팀                  | 시즌 성적      |
| --------- | ----------------------- | -------------- |
| 1970~1971 | 뉴욕 닉스               | 52승 30패 .634 |
| 1971~1972 | 보스턴 셀틱스           | 56승 26패 .683 |
| 1972~1973 | 보스턴 셀틱스           | 68승 14패 .829 |
| 1973~1974 | 보스턴 셀틱스           | 56승 26패 .683 |
| 1974~1975 | 보스턴 셀틱스           | 60승 22패 .732 |
| 1975~1976 | 보스턴 셀틱스           | 54승 28패 .659 |
| 1976~1977 | 필라델피아 세븐티식서스 | 50승 32패 .610 |
| 1977~1978 | 필라델피아 세븐티식서스 | 55승 27패 .671 |
| 1978~1979 | 워싱턴 불리츠           | 54승 28패 .659 |
| 1979~1980 | 보스턴 셀틱스           | 61승 21패 .744 |
| 1980~1981 | 보스턴 셀틱스           | 62승 20패 .756 |
| 1981~1982 | 보스턴 셀틱스           | 63승 19패 .768 |
| 1982~1983 | 필라델피아 세븐티식서스 | 65승 17패 .793 |
| 1983~1984 | 보스턴 셀틱스           | 62승 20패 .756 |
| 1984~1985 | 보스턴 셀틱스           | 63승 19패 .768 |
| 1985~1986 | 보스턴 셀틱스           | 67승 15패 .817 |
| 1986~1987 | 보스턴 셀틱스           | 59승 23패 .720 |
| 1987~1988 | 보스턴 셀틱스           | 57승 25패 .695 |
| 1988~1989 | 뉴욕 닉스               | 52승 30패 .634 |
| 1989~1990 | 필라델피아 세븐티식서스 | 53승 29패 .646 |
| 1990~1991 | 보스턴 셀틱스           | 56승 26패 .683 |
| 1991~1992 | 보스턴 셀틱스           | 51승 31패 .622 |
| 1992~1993 | 뉴욕 닉스               | 60승 22패 .732 |
| 1993~1994 | 뉴욕 닉스               | 57승 25패 .695 |
| 1994~1995 | 올랜도 매직             | 57승 25패 .695 |
| 1995~1996 | 올랜도 매직             | 60승 22패 .732 |
| 1996~1997 | 마이애미 히트           | 61승 21패 .744 |
| 1997~1998 | 마이애미 히트           | 55승 27패 .671 |
| 1998~1999 | 마이애미 히트           | 33승 17패 .660 |
| 1999~2000 | 마이애미 히트           | 52승 30패 .634 |
| 2000~2001 | 필라델피아 세븐티식서스 | 56승 26패 .683 |
| 2001~2002 | 뉴저지 네츠             | 52승 30패 .634 |
| 2002~2003 | 뉴저지 네츠             | 49승 33패 .598 |
| 2003~2004 | 뉴저지 네츠             | 47승 35패 .573 |
| 2004~2005 | 보스턴 셀틱스           | 45승 37패 .549 |
| 2005~2006 | 뉴저지 네츠             | 49승 33패 .598 |
| 2006~2007 | 토론토 랩터스           | 47승 35패 .573 |
| 2007~2008 | 보스턴 셀틱스           | 66승 16패 .805 |
| 2008~2009 | 보스턴 셀틱스           | 62승 20패 .756 |
| 2009~2010 | 보스턴 셀틱스           | 50승 32패 .610 |
| 2010~2011 | 보스턴 셀틱스           | 56승 26패 .683 |
| 2011~2012 | 보스턴 셀틱스           | 39승 27패 .591 |
| 2012~2013 | 뉴욕 닉스               | 54승 28패 .659 |
| 2013~2014 | 토론토 랩터스           | 48승 34패 .585 |
| 2014~2015 | 토론토 랩터스           | 49승 33패 .598 |
| 2015~2016 | 토론토 랩터스           | 56승 26패 .683 |
| 2016~2017 | 보스턴 셀틱스           | 53승 29패 .646 |
| 2017~2018 | 토론토 랩터스           | 59승 23패 .720 |
| 2018~2019 | 토론토 랩터스           | 58승 24패 .707 |
| 2019~2020 | 토론토 랩터스           | 53승 19패 .736 |
| 2020~2021 | 필라델피아 세븐티식서스 | 49승 23패 .681 |
| 2021~2022 | 보스턴 셀틱스           | 51승 31패 .622 |
| 2022~2023 | 보스턴 셀틱스           | 57승 25패 .695 |
| 2023~2024 | 보스턴 셀틱스           | 64승 18패 .780 |
| 2024~2025 | 보스턴 셀틱스           | 61승 21패 .744 |

### NBA 파이널 우승
| 시즌      | 팀                      | 시즌 성적      |
| --------- | ----------------------- | -------------- |
| 1972~1973 | 뉴욕 닉스               | 57승 25패 .695 |
| 1973~1974 | 보스턴 셀틱스           | 56승 26패 .683 |
| 1975~1976 | 보스턴 셀틱스           | 54승 28패 .659 |
| 1980~1981 | 보스턴 셀틱스           | 62승 20패 .756 |
| 1982~1983 | 필라델피아 세븐티식서스 | 65승 17패 .793 |
| 1983~1984 | 보스턴 셀틱스           | 62승 20패 .756 |
| 1985~1986 | 보스턴 셀틱스           | 67승 15패 .817 |
| 2007~2008 | 보스턴 셀틱스           | 66승 16패 .805 |
| 2018~2019 | 토론토 랩터스           | 58승 24패 .707 |
| 2023~2024 | 보스턴 셀틱스           | 64승 18패 .780 |

## 역대 팀별 디비전 우승한 연도
| 팀                      | 최근 우승한 연도 |
| ----------------------- | ---------------- |
| 보스턴 셀틱스           | 2025년           |
| 브루클린 네츠           | 빈칸             |
| 버펄로 브레이브스       | 빈칸             |
| 샬럿 호니츠             | 빈칸             |
| 마이애미 히트           | 2000년           |
| 뉴저지 네츠             | 2006년           |
| 뉴욕 닉스               | 2013년           |
| 올랜도 매직             | 1996년           |
| 필라델피아 세븐티식서스 | 2021년           |
| 토론토 랩터스           | 2020년           |
| 워싱턴 불리츠           | 1979년           |

### 디비전 우승 횟수
| 횟수 | 팀                          |
| ---- | --------------------------- |
| 25회 | 보스턴 셀틱스               |
| 7회  | 토론토 랩터스               |
| 6회  | 필라델피아 세븐티식서스     |
| 5회  | 뉴욕 닉스                   |
| 4회  | 마이애미 히트 · 뉴저지 네츠 |
| 2회  | 올랜도 매직                 |
| 1회  | 워싱턴 불리츠               |

## 같이 보기
- 센트럴 디비전
- 사우스이스트 디비전
- 노스웨스트 디비전
- 퍼시픽 디비전
- 사우스웨스트 디비전
- 이스턴 디비전
- 웨스턴 디비전
- 미드웨스트 디비전